# Béla Biszku
Béla Biszku (13. září 1921, Márokpapi – 31. března 2016) byl maďarský komunistický politik, viněný ze zločinů při potlačení povstání v roce 1956.

## Život
Biszku vstoupil do komunistické strany v roce 1944 a zapojil se do protinacistického odboje. Po válce postupoval ve stranickém žebříčku a stal se předsedou obvodního stranického výboru v Budapešti, který se po vypuknutí povstání v roce 1956 zapojil do nasazení ozbrojených sil na obranu režimu.
Poté, co invazní vojska Sovětského svazu povstání potlačila, stal se ministrem vnitra v promoskevské vládě, kterou vedl János Kádár. V této funkci bezprostředně dohlížel na represe vůči účastníkům povstání. Od roku 1961 byl místopředsedou vlády. Zároveň byl členem nejužšího vedení Maďarské socialistické dělnické strany a tajemníkem jejího ústředního výboru.
V roce 1972 se zapojil do pokusu odstranit Kádára z vedení strany a země, ale neuspěl, což vedlo k jeho vlastnímu postupnému odstavení od moci.
Ani po pádu komunistického režimu Biszku nezměnil názor na své jednání v padesátých letech, povstání v roce 1956 nadále označoval za kontrarevoluci. „Během čtyř let, kdy jsem stál v čele ministerstva vnitra, se v zemi obnovil pořádek,“ řekl v roce 2010.
V roce 2012 byl Biszku zatčen a obviněn ze zločinů souvisejících s potlačením povstání. Podle prokurátora je přímo zodpovědný za rozkazy ke střelbě do davu v Budapešti a Salgótarjánu v prosinci roku 1956, při nichž zahynulo dohromady 51 lidí. Byl obžalován z válečných zločinů a hrozí mu doživotní vězení. 13. května 2014 byl nepravomocně odsouzen za válečné zločiny k 5,5 letům odnětí svobody, soud vyšší instance ale v roce 2015 nařídil vrácení případu k novému projednání.